# Дахшурські човни
Дахшурські човни (араб. قوارب دهشور, англ. Dahshur boats) — група давньоєгипетських похоронних човнів, виявлених в 1894-95 роках французьким археологом Жаком де Морганом в некрополі Дахшур поруч з поховальним комплексом Сенусрета III, фараона 12-ї династії часів Середнього царства (роки правління 1874—1855 р. до н.е.).

## Розкопки

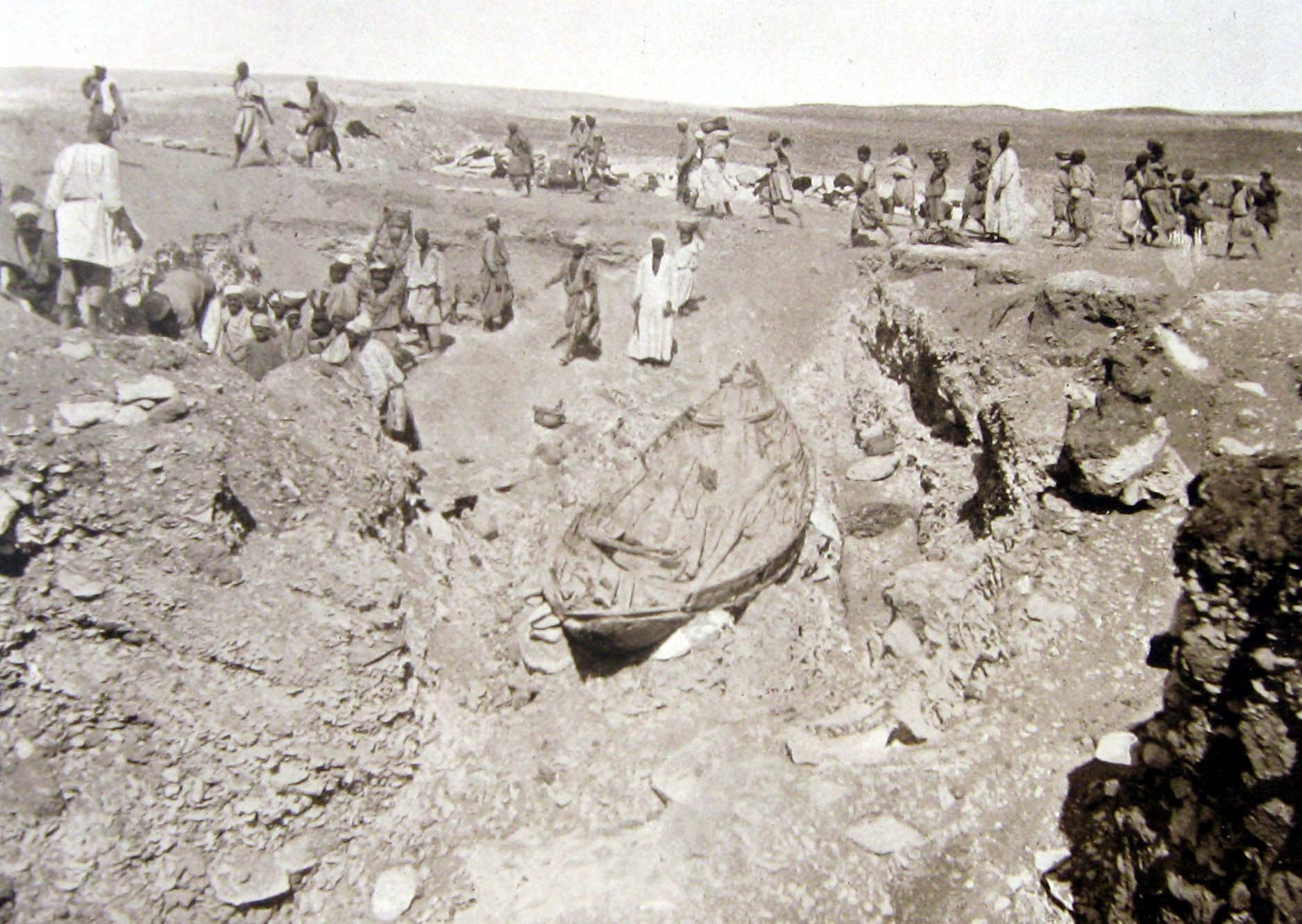
Човен, знайдений біля піраміди Сенусрета III у Дахшурі (фото 1895 р.)

Човни були знайдені під час розкопок на рівнині Дахшур у 1894 і 1895 роках французьким археологом Жаком де Морганом. В його оригінальному звіті про розкопки вказано шість знайдених човнів, однак у пізніших звітах де Моргана було зазначено, що їх було лише п'ять. Ця знахідка залишилась невідомою широкому загалу, поки два човни не були досліджені в середині 1980-х років. Станом на 2022 рік відомо місцезнаходження лише чотирьох човнів: Човен Карнегі та Чиказький човен знаходяться в Сполучених Штатах — у Музеї природної історії Карнегі в Піттсбурзі та в Музеї природної історії Філда в Чикаго відповідно. Червоний човен і Білий човен знаходяться в Єгипті і були виставлені в Каїрському музеї, але в 2020 році були передані в експозицію нового музею Шарм-Ель-Шейха.

## Опис

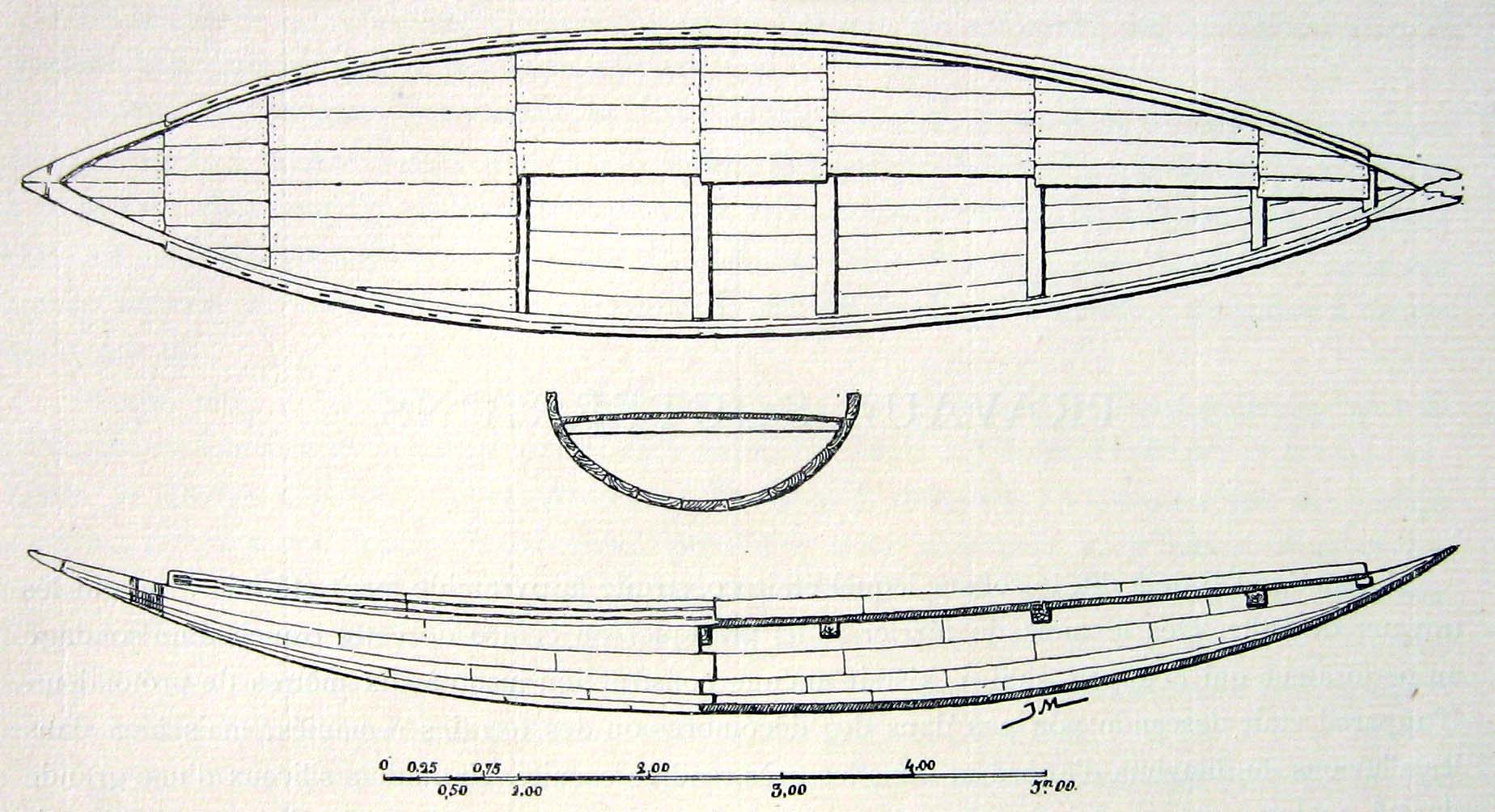
Малюнок одного з човнів, зроблений Жаком де Морганом

Човни виготовлені з ліванського кедра та мають приблизно 10 метрів завдовжки. Колись вони були яскраво пофарбовані, з білими палубами та зеленими чи жовтими корпусами.

### Техніка будівництва

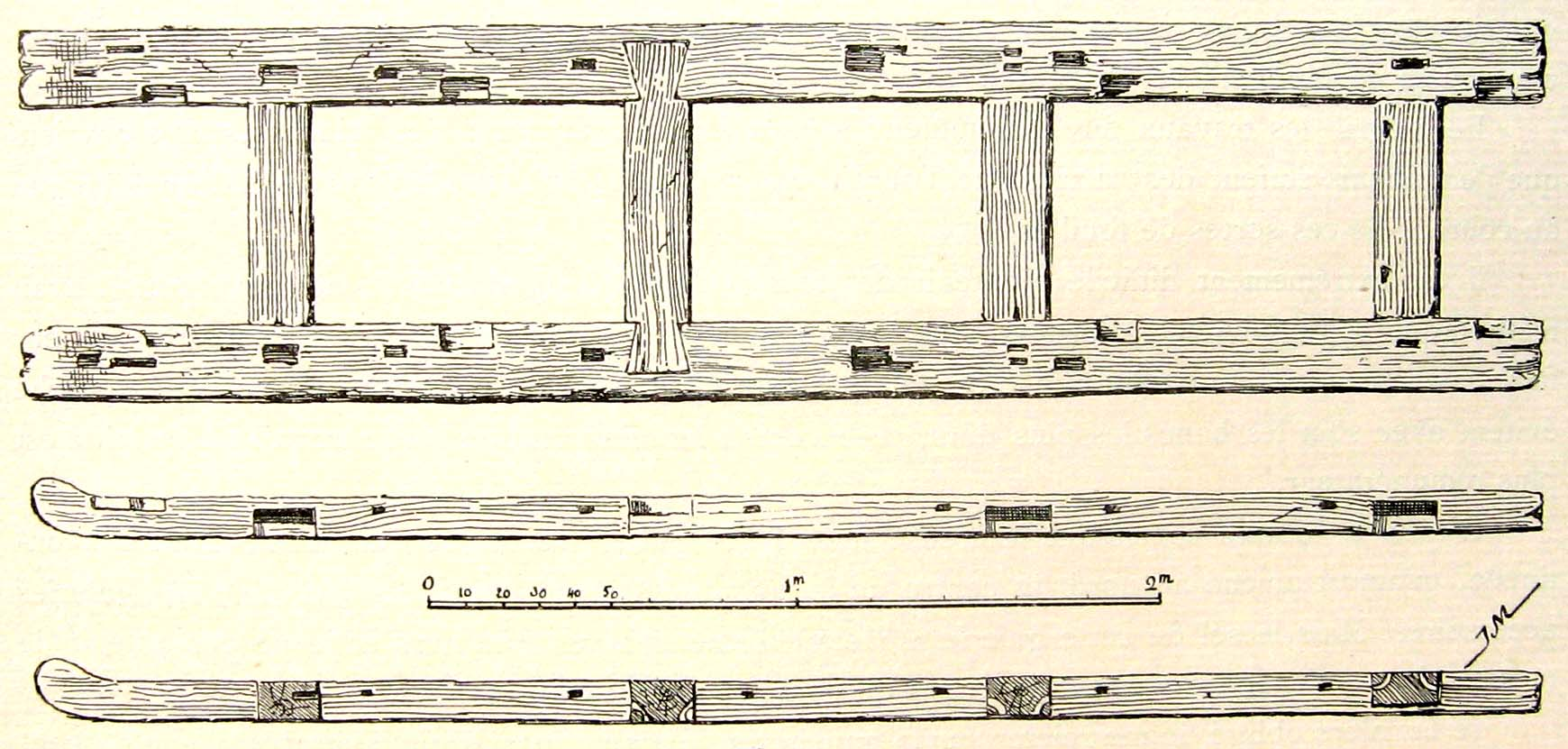
Малюнок одних із саней, зроблений Жаком де Морганом, із зображенням з'єднання «ластівчин хвіст».

В усіх чотирьох відомих сьогодні човнах з'єднання дошок обшивки було здійснено за технологією типу «ластівчин хвіст». З'єднання «ластівчин хвіст» зазвичай використовувались при виробництві давньоєгипетських меблів та інших дерев'яних об'єктів, таких як труни, але рідко спостерігається на плавзасобах. Частіше єгипетські човни використовували систему шипових з'єднань, додатково "зшитих" мотузками, які допомагали утримувати дошки корпусу разом. З'єднання «ластівчин хвіст» також були присутні на санях, знайдених біля човнів. Була запропонована теорія, яка стверджує, що з'єднання «ластівчин хвіст», знайдені на човнах, є просто розрізами для кріплення, які були змінені після розкопок човна. Однак у 2006 році під час розкопок у порту Ваді Гавасіс часів 12-ї династії було виявлено дерев'яні дошки для човнів, які використовували з'єднання «ластівчин хвіст» так само, як і Дахшурські човни.

### Функція
Вважається, що човни використовувалися для транспортування тіла Сенусрета III по Нілу, а потім на санях транспортувалися по суші до його піраміди. Ці сани були знайдені закопаними поруч із човнами під час розкопок де Моргана.

## Човен Карнегі
Човен Карнегі був подарований Ендрю Карнегі Музею природної історії Карнегі в 1901 році. Коли Карнегі придбав човен, він не повідомив про це директору музею В. Дж. Холланду. Коли човен прибув, Холланд сказав The Pittsburgh Times, що «ні з ким не листувався щодо такої реліквії». Човен демонструється у Волтон-холлі в секції Стародавнього Єгипту.

## Чиказький човен
Чиказький човен був придбаний чиказьким Музеєм природної історії Філда в 1900 році, і з того часу він демонструється в експозиції музея.

## Червоний човен і Білий човен
Червоний човен і Білий човен отримали назви де Морган. Однак офіційно вони відомі лише за номерами в загальному каталозі: GC 4926 для Червоного човна та GC 4925 для Білого човна. Човни демонструвалися в Каїрському музеї з 1910 по 2020 рік, після чого їх перевезли до Музею Шарм-ель-Шейха. Під час переміщення до музею Шарм-Ель-Шейха два човни транспортувалися за допомогою шасі з нержавіючої сталі для легкого переміщення та підйому.

## Можливий п'ятий човен
Доля можливого п'ятого човна, описаного де Морганом, невідома. Існує теорія, що його експортували до музею в Європі або залишили в Дахшурі. Можливо, він також був знищений вогнем, оскільи на одному з інших човнів були знайдені сліди пожежі.

## Галерея

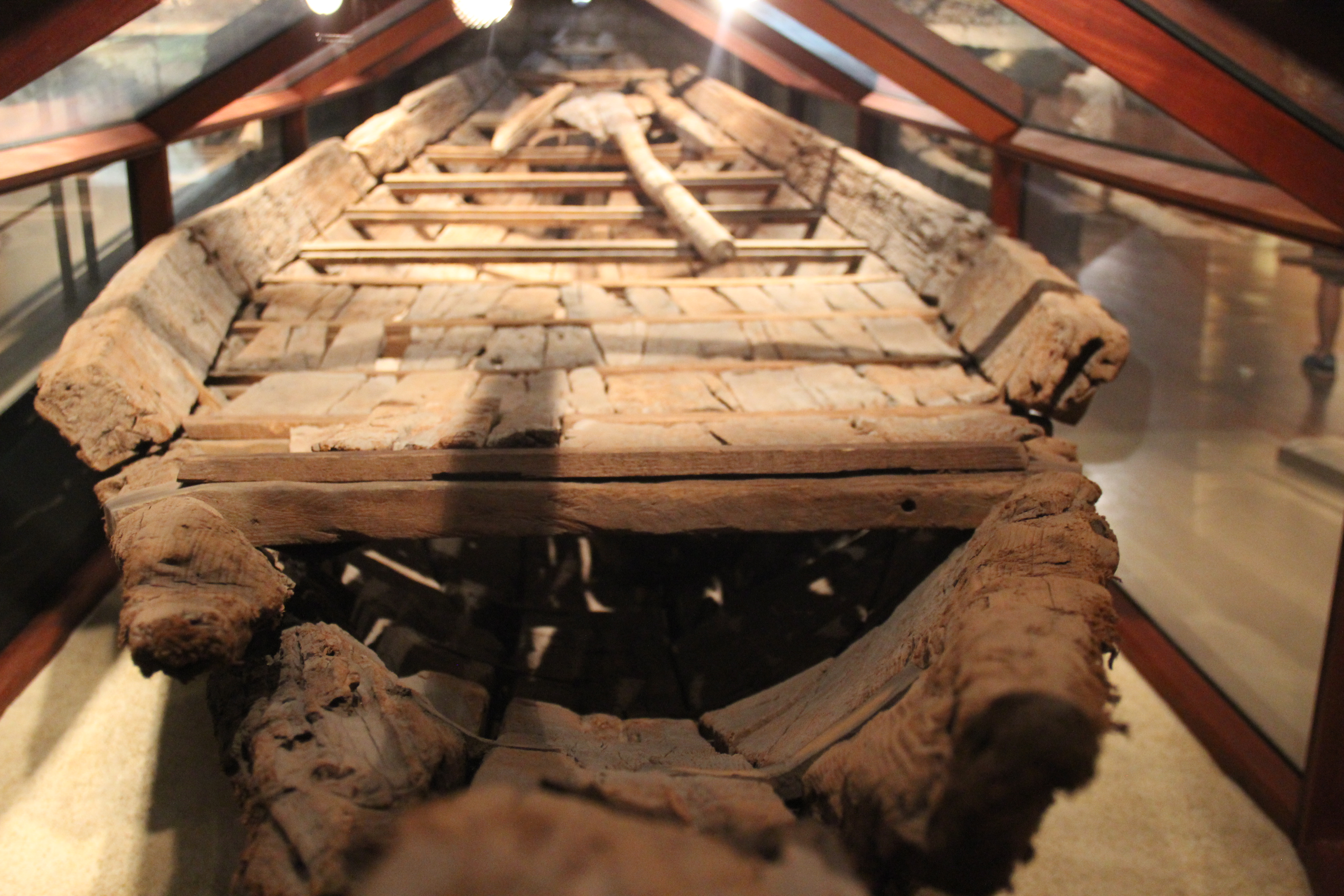
Чиказький човен
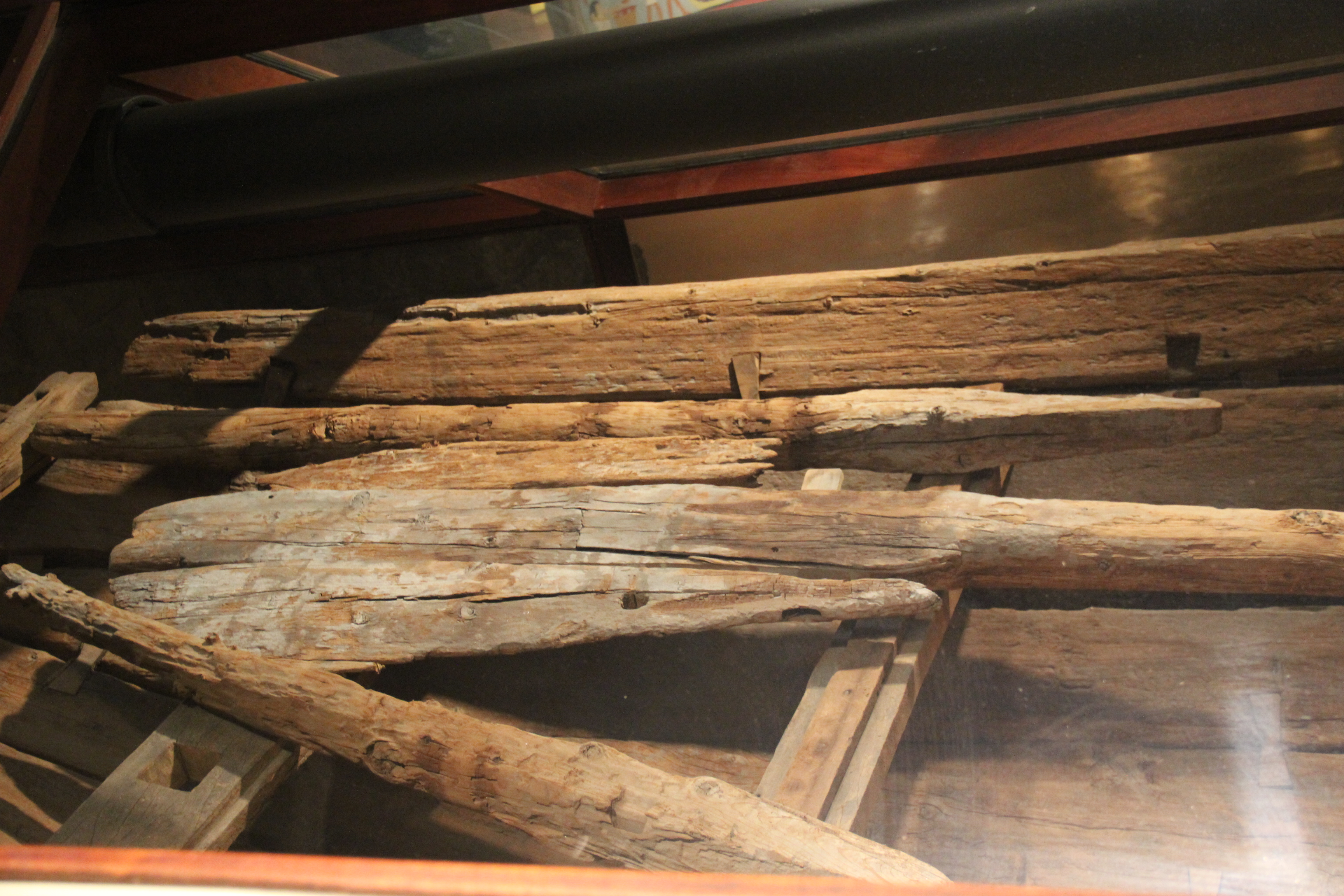
Весла Чиказького човна
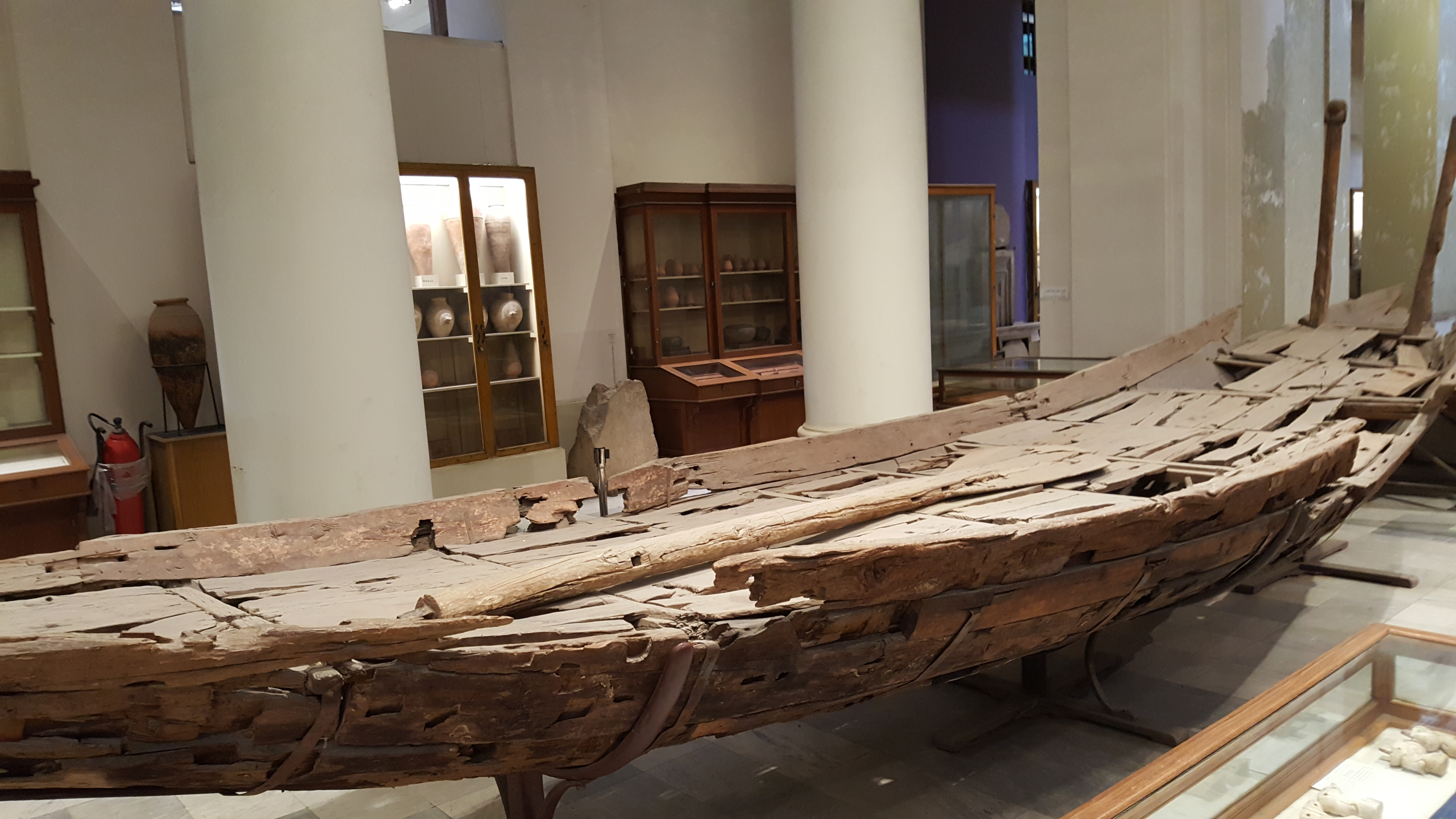
Червоний човен
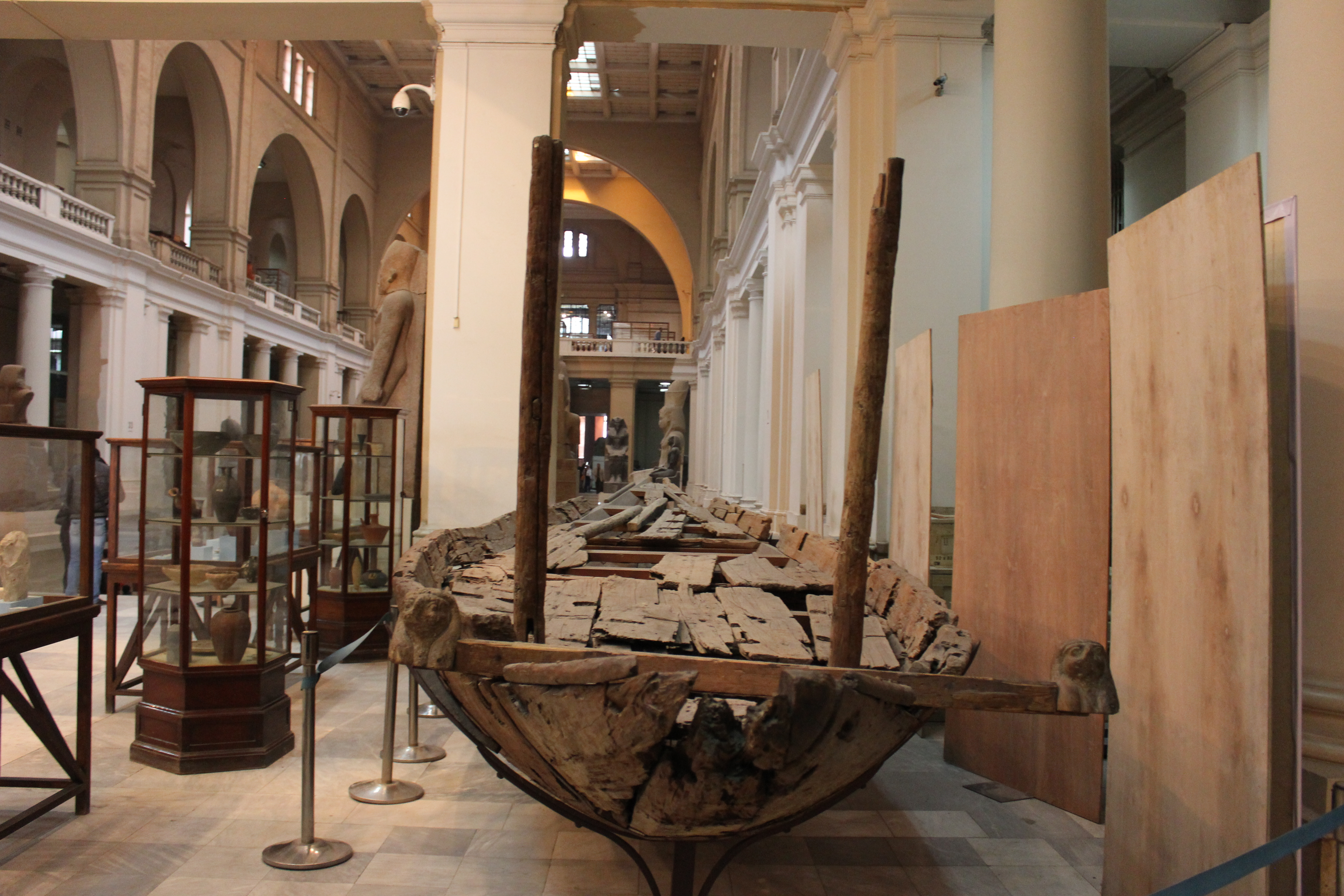
Білий човен